# Sargé-lès-le-Mans
Sargé-lès-le-Mans is een gemeente in het Franse departement Sarthe (regio Pays de la Loire). De plaats maakt deel uit van het arrondissement Le Mans. Sargé-lès-le-Mans telde op 1 januari 2022 3.865 inwoners.

## Geografie
De oppervlakte van Sargé-lès-le-Mans bedroeg op 1 januari 2022 13,85 vierkante kilometer; de bevolkingsdichtheid was toen 279,1 inwoners per km².

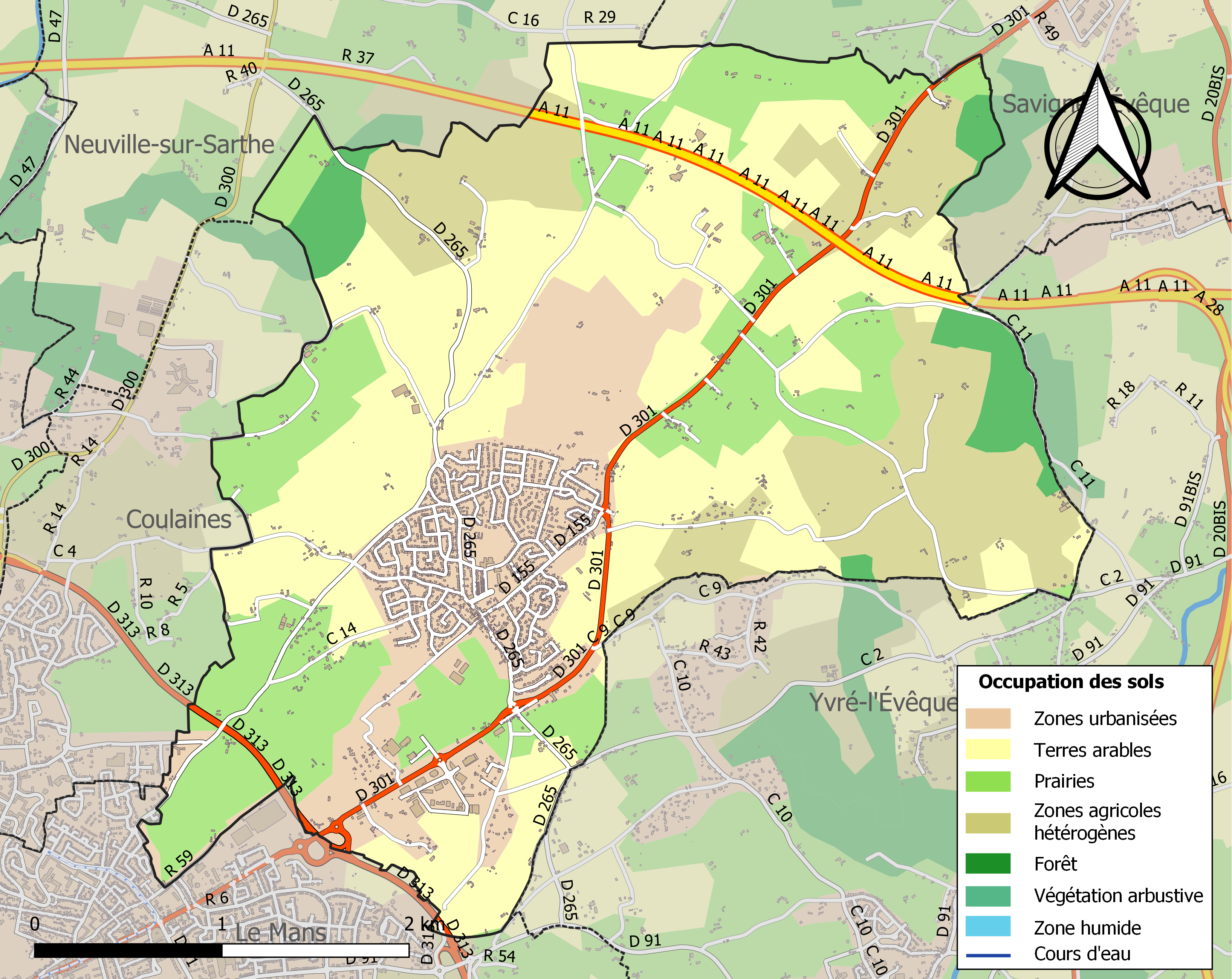
Kaart van de gemeente met de belangrijkste infrastructuur, bodemgebruik en omliggende gemeenten

## Demografie
Onderstaande figuur toont het verloop van het inwonertal (bron: INSEE-tellingen).